# Urariopsis
Urariopsis är ett släkte av ärtväxter. Urariopsis ingår i familjen ärtväxter.
Kladogram enligt Catalogue of Life:
| Urariopsis | \| \| Urariopsis brevissima \| \| \| \| \| \| Urariopsis cordifolia \| \| \| \| |
|            | \| \| Urariopsis brevissima \| \| \| \| \| \| Urariopsis cordifolia \| \| \| \| |
|            | Urariopsis brevissima                                                           |
|            |                                                                                 |
|            | Urariopsis cordifolia                                                           |
|            |                                                                                 |